# Whatever (chanson d'Ayumi Hamasaki)
Pour les articles homonymes, voir Whatever.
Singles de Ayumi Hamasaki
Depend On You
(1998) Love Destiny
(1999)
Whatever (écrit en capitales : WHATEVER) est le 6e single de Ayumi Hamasaki sorti sous le label Avex Trax, ou son 7e single au total en comptant Nothing from Nothing.

## Présentation
Le single sort le 10 février 1999 au Japon sous le label Avex Trax, produit par Max Matsuura, au format "mini-CD" de 8 cm (ancienne norme des singles au Japon). Il ne sort que deux mois après le précédent single de la chanteuse : Depend On You. Il atteint la 5e place du classement de l'Oricon, et reste classé pendant 9 semaines, pour un total de 189 610 exemplaires vendus durant cette période. Comme les sept autres premiers singles de la chanteuse pour avex, il sera réédité le 28 février 2001 au format "maxi-single" de 12 cm avec des remixes supplémentaires.
La chanson-titre figure en deux versions sur le single original : une version "J" (l'originale) et une version "M" (remix dance). La version "M" a été utilisée comme thème musical pour une campagne publicitaire pour la marque 7-Eleven à l'occasion de la Saint-Valentin, et comme thème de fin pour l'émission télévisée Asayan. Elle figurera sur l'album Loveppears d'octobre 1999 dans une nouvelle version remixée, puis dans sa version "M" sur la compilation A Complete: All Singles de 2008. Elle figurera aussi dans d'autres versions remixées sur les albums de remix Super Eurobeat presents ayu-ro mix, Ayu-mi-x II version US+EU, Ayu-mi-x II version Non-Stop Mega Mix, et Ayu-mi-x II version JPN, tous parus en 2000.

## Liste des titres
Toutes les paroles sont écrites par Ayumi Hamasaki, toute la musique est composée par Kazuhito Kikuchi.
| 1. | Whatever Version M (WHATEVER…)                | 5:33 |
| 2. | Whatever Version J (WHATEVER…)                | 4:31 |
| 3. | Whatever Version M (Instrumental) (WHATEVER…) | 5:33 |
| 4. | Whatever Version J (Instrumental) (WHATEVER…) | 4:29 |

## Réédition
Singles de Ayumi Hamasaki
Evolution
(2001) Never Ever
(2001)
Whatever (écrit en capitales : WHATEVER) est la réédition au format maxi-single en 2001 du sixième single de Ayumi Hamasaki sorti sous le label Avex Trax en 1999.
Comme les sept autres premiers singles de la chanteuse pour avex, le single original était sorti initialement au format "mini-CD" de 8 cm (ancienne norme des singles au Japon), le 10 février 1999. Il est réédité le 28 février 2001 au format "maxi-single" de 12 cm (nouvelle norme au Japon), avec une pochette différente bleu-foncé et trois titres en supplément : une version remixée de la chanson-titre, et deux remix de chansons de l'album Loveppears. Cette édition atteint la 28e place du classement de l'Oricon et reste classée pendant trois semaines.
| 1. | Whatever Version M (WHATEVER…)                                     | 5:33 |
| 2. | Whatever Version J (WHATEVER…)                                     | 4:31 |
| 3. | Whatever "Ferry 'System F' Corsten vocal extended mix" (WHATEVER…) | 6:31 |
| 4. | Appears "JP's SoundFactory mix" (appears…)                         | 7:59 |
| 5. | Immature "D-Z Dual Lucifer mix" (immature "D-Z DUAL LUCIFER MIX")  | 4:35 |
| 6. | Whatever Version M (Instrumental) (WHATEVER…)                      | 5:33 |
| 7. | Whatever Version J (Instrumental) (WHATEVER…)                      | 4:29 |

## Interprétations à la télévision
Version M
- Hit MMM (10 février 1999)
- Music Station (19 février 1999)
- CDTV (20 février 1999)
- Hey! Hey! Hey! Music Champ (22 février 1999)
- Pocket Music (10 mars 1999)
- SMAPxSMAP (avec SMAP) (2 octobre 2000)

Version J
- Pop Jam (13 mars 1999)
- Super Dream Live (25 mars 1999)
- Hey! Hey! Hey! Music Champ (29 mars 1999)
- Secret Live Concert (8 mai 1999)